# Derwisz

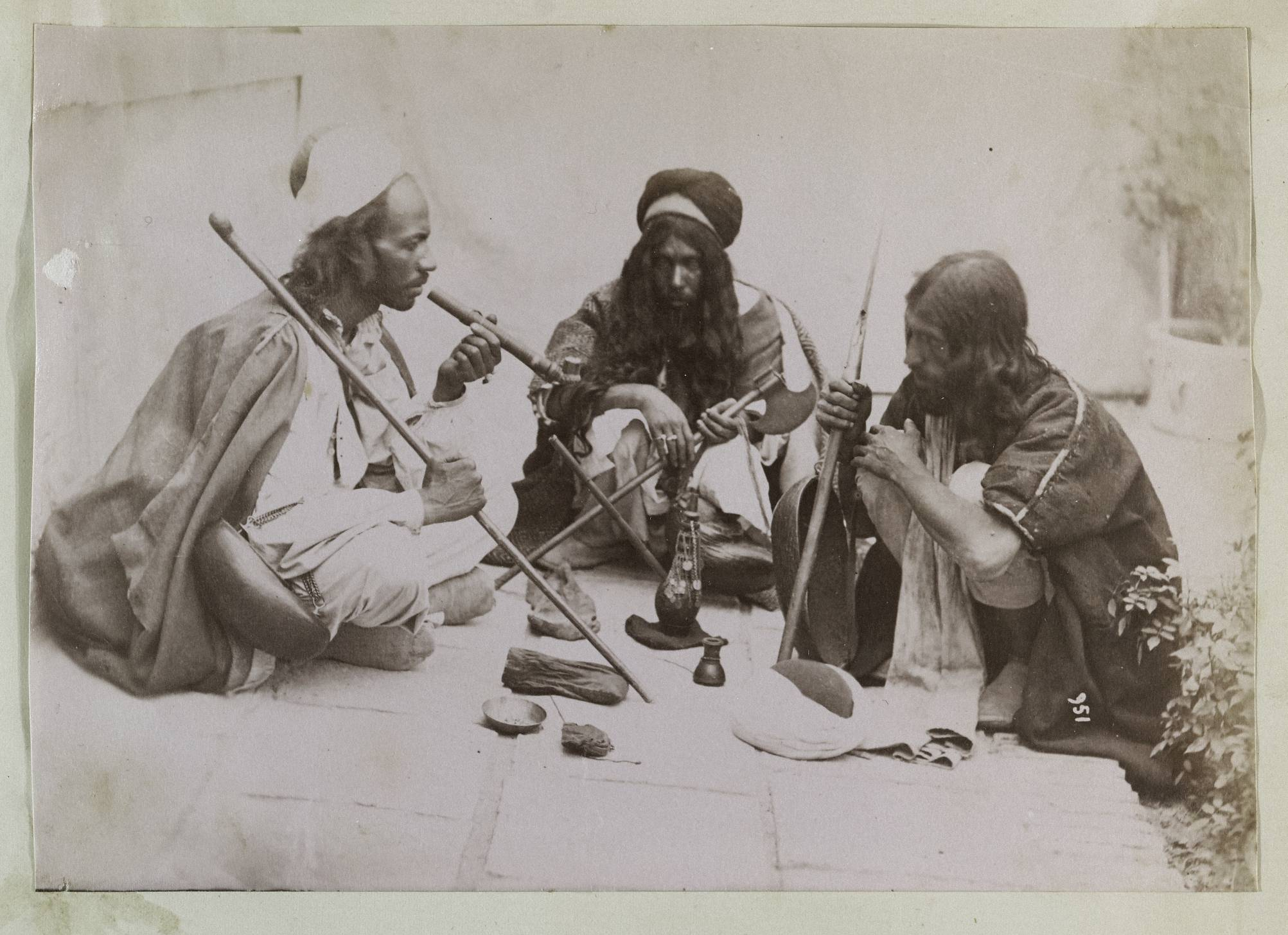
Trzech derwiszy – zdjęcie Antoina Sevruguina, Iran, pomiędzy 1880 a 1896. Zbiory Muzeum Rietberg

Derwisz (pers. درویش, darwisz) – członek muzułmańskiego bractwa religijnego o charakterze mistycznym; także żebrzący, ascetyczny, wędrowny mnich muzułmański (fakir). Bractwa derwiszów zaczęły powstawać w XI wieku i opierały się na doktrynie sufizmu. Część historyków nazywa derwiszami ogólnie mahdystów – bojowników biorących udział w sudańskim powstaniu Mahdiego i w takim kontekście pojawiają się oni w powieści Henryka Sienkiewicza pt. W pustyni i w puszczy.

## Historia
Mewlewici (maulawija, tur. mevleviye) albo inaczej tańczący derwisze to zakon założony około 1273 roku w Iranie przez Dżalal-ad-Dina Rumiego, jednego z największych poetów i mistyków perskiego kręgu kultowego. Urodził się on w 1207 roku w Balchu koło Chorasanu, studiował w Aleppo, potem w Damaszku. Jego duchowym przewodnikiem był skazany później na śmierć i stracony Szamasuddin. Jak wielu sufich, mistyków muzułmańskich głoszących swe poglądy wśród wyznawców Allaha, naraził się on ortodoksyjnym teologom swobodną interpretacją Koranu. Rumi na cześć mistrza założył zakon mewlewitów, jeden z wielu zakonów derwiszów, czyli ubogich (żebraków). Specjalnością i odrębnością mewlewitów stał się ich taniec. Jako sufici wierzyli oni bowiem, że naśladowanie w tańcu ruchów ciał niebieskich pobudza duszę człowieka do wzmożenia swej miłości do Boga i wprawia ją w stan żywszych poruszeń. W starożytnym Iconium rodzina Rumiego kierowała przez sześć stuleci działalnością mewlewitów. Sam Rumi pozostawił po sobie dzieło Mesnevi – zbiór aforyzmów i sentencji etyczno-moralnych, ilustrowanych powiedzeniami Mahometa oraz tekstami Koranu. Księga ta jest wciąż przez derwiszów tak poważana i wysoko ceniona, że samo jej studiowanie uważa się za swego rodzaju przepustkę do nieba.
Dżalal-ad-Din Rumi umarł w 1273 roku i zaraz po śmierci uznano go za świętego. W swych licznych utworach poetyckich wysławiał działalność tańczących derwiszów.
Tańczący derwisze to tylko jedno z bractw zakonnych, znanych od dawna w świecie mistyki muzułmańskiej pod tą nazwą. Dosłownie derwisz znaczy po persku ubogi albo żebrak. W Iraku na przykład w XII wieku n.e. Abd al-Quadira al.-Dżilani założył zakon derwiszów zwanych quadirija. Członkowie jego żyli przeważnie w miastach, wyznawali dość ortodoksyjną formę islamu i wstrzymywali się do różnego rodzaju ekstrawagancji oraz sztuczek. Bratanek Dżilaniego, Ahmad al-Rif'i, zorganizował inne bractwo derwiszów, od jego imienia nazwane rifaija. To właśnie rifaijowie zasłynęli z publicznych pokazów połykania rozżarzonych węgli, szkła, kaleczenia się nożami i głoszenia posiadania cudownej mocy, pozwalającej im uzdrawiać chorych. Jeden z rifaijów, niejaki Ahmad al.-Bedawi (zmarły w 1276 roku), stał się później założycielem bractwa zakonnego, które działało wśród egipskich wieśniaków pod nazwą bedawija lub ahmadija i specjalizowało się w różnego rodzaju orgiach, organizowanych podczas dorocznych świąt targowych w Tanach, w pobliżu Delty, przy grobie swego założyciela. W Turcji działali derwisze zwani bektaszytami, dopóki im na to zezwalano. Ich osobliwością było przyjmowanie do swego bractwa kobiet, organizowanie uczt o charakterze sakralnym oraz uprawianie mistyki liter.
Ta mistyka liter, swego rodzaju magiczna numerologia, przeświadczenie, że określonym znakom i zapisom literowym odpowiadają określone treści, że litery są jedynie symbolami czegoś istotniejszego, co się za nimi kryje, czyniła z bektaszytów niebezpiecznych rywali w walce o władze i rząd dusz. Reformy młodotureckie Atatürka uczyniły ich działalność nielegalną. Nie stracili oni jednak całkowicie, podobnie jak inne bractwa derwiszów, swego wpływu na lud. Bektaszytów, mewlewitów, rifaijów czy quadirijów można dziś spotkać w Aleppo i w innych miastach bliskowschodnich, a także w północnej Afryce. U bektaszytów zaznaczył się wyraźnie pewien synkretyzm doktrynalny; próbowali oni połączyć w jedną całość elementy islamu i chrześcijaństwa. Świadczy o tym choćby ich dhikr – rodzaj uczty sakralnej, podczas której spożywa się posiłek złożony z wina, chleba oraz sera.
Niektórzy religioznawcy naliczyli około 32 bractw derwiszów, nie wszystkie zakony przetrwały do dzisiejszego dnia, a rachunek komplikuje fakt rozpadania się tych bractw na niezliczone podzakony i podbractwa. Każde z nich rządzi się odrębnym regulaminem, przy czym jedni derwisze są ortodoksami, inni zaś odeszli daleko od takiej czy innej wersji „urzędowej” islamu. Na przykład w północnej Afryce żyją marabuci, którzy uprawiają specyficzną mistykę, podobnie zresztą jak mewlewici. Po arabsku murabit (marabut to forma zniekształcona) to po prostu ten, który mieszka w ribat, czyli klasztorze, w domu zakonnym.
„Wy pożądacie dóbr tego świata, podczas gdy Allah chce wam dać dobra drugiego świata” – głosi ósma sura Koranu, na którą powoływali się zawsze wszyscy sufici. Nie ulega wątpliwości, że ruch derwiszów wyrósł z gleby sufizmu i ascetyzmu, z mistyki muzułmańskiej. Gdy mowa o sufizmie, może to być sufizm ludowy lub intelektualny, albo jeden i drugi. Nazwa sufi wywodzi się od suf, okrycia z grubej wełny, które nosili asceci muzułmańscy, naśladujący chrześcijańskich nestorian. Ruch ten rozwinął się w średniowieczu, w X wieku w Iraku, chociaż niektórzy doszukują się początków już w VIII wieku. Pierwsze grupki sufich miały się bowiem pojawić już w VIII wieku w Kufie, w Basrze, a następnie w Bagdadzie. Ludowy rodowód sufizmu wyrażał się tym, że była to forma protestu przeciwko bogactwu, nierównościom społecznym i luksusowemu trybowi życia elity. W sufizmie doktryna islamu rozwijała się pod wpływem filozofii neoplatonizmu, chrześcijaństwa, a nawet hinduizmu i buddyzmu. Stąd tendencje do przedstawiania Boga jako jedynego źródła wszelkiej rzeczywistości ziemskiej, świata zaś – jako jego odbicia (zwierciadła). Sufizm stał się najpierw wyzwaniem dla sunnitów, a następnie dla szyitów muzułmańskich. Rozpoczęły się prześladowania jego zwolenników.
Gdy w 922 roku skłaniający się ku panteizmowi mistyk imieniem Mansur al-Halladż wyznał publicznie „Ana al-Haqq” („Jestem Absolutną Rzeczywistością”), został skazany na śmierć i zabity. Ale sufizm rozwijał się dalej, usiłując przekształcić islam, religię prawa i rozumu, w religię serca, uczucia i wyobraźni. Nowy impuls przyniosło przystąpienie do sufich wybitnego teologa al-Kuszajniego (zmarłego w 1072 roku), a następnie najwybitniejszego teologa i mistyka muzułmańskiego, którym był al-Ghazali (1058–1111), porównywany do św. Tomasza z Akwinu.
Charakterystyczną cechą rytuału zakonnego derwiszów jest wspólna modlitwa, podczas której wymienia się chóralnie i recytuje rytmicznie „najpiękniejsze imiona Allaha”. Jest to rodzaj litanii. Sznur modlitewny, zwany tu subha lub tasbih, składa się z dziewięćdziesięciu dziewięciu ziaren (paciorków) i przypomina różańce katolickie. Po wypowiedzeniu każdego imienia Allaha trzeba przesunąć jeden z paciorków różańca. Bractwem zakonnym kieruje jak gdyby wielki mistrz, który kultywuje tradycję i cześć żywioną dla założyciela danego zakonu derwiszów. Założyciel ten to święty. Właśnie kult świętych jest sprzeczny z doktryną rygorystycznego jedynobóstwa (monoteizmu) wyłożoną w Koranie. Było to jedną z głównych przyczyn konfliktów derwiszów z teologami ortodoksyjnymi.
Wydaje się, że stanowi to pewną prawidłowość tych religii, które każą swym wyznawcom oddawać cześć dalekiemu, bo wyposażonemu we wszystkie atrybuty doskonałości i jedyności Bogu. Po pewnym czasie pojawia się nurt ludowy, który antropomorfizuje bóstwo, wprowadza orszak świętych, pośredników, zbawicieli, cudotwórców i uzdrowicieli. Tak było w chrześcijaństwie, buddyjskiej hinajanie, zmajoryzowanej później przez mahajanę i wadźrajanę, nie inaczej też rozstrzygnięto ten problem w islamie – pod wpływem sufickiej mistyki, ascetyzmu oraz monastycyzmu, czyli ideologii życia klasztornego.